# Megamymar waorani
Megamymar waorani (лат.) — вид хальциноидных наездников, единственный в составе рода Megamymar из семейства Mymaridae. Эквадор (Южная Америка).

## Распространение
Эндемик Эквадора (Южная Америка): NAPO Res. Ethnica Waorani, на высоте 220 м, 00°39'10"S, 76°26'W.

## Описание
Мелкие хальциноидные наездники, но относительно для мимарид огромные, так длина тела менее 5 мм, а с вступающим яйцекладом более 9 мм; срединный глазок примыкает к поперечной трабекуле; петиоль заметно короче брюшка и, если смотреть сверху, полностью скрыт; метатарзус 1 длиннее голени задней ноги; брюшко простирается в виде рога антеродорсально к мезосоме. Жгутик 6-члениковый, лапки 4-члениковые, брюшко отчетливо стеблевидное (петиоль в 6 раз длиннее своей ширины). Передние крылья с редуцированным жилкованием, задние крылья — укороченные остаточные, без видимой мембраны. Тело оранжево-желтое, с брюшком, за исключением вершинного тергума и грудины, немного светлее; поперечные трабекулы и мандибулы темно-красновато-коричневые; скапус и педицель темно-желтые, членики жгутика fu1-fu4 коричневые, за исключением немного более светлой вершины fu4, fu5 кремового цвета, fu6 и булавы темно-коричневые; ноги того же цвета, что и тело, за исключением средней голени чуть темнее желтого, членики лапки средней ноги коричневые, а задние голени и лапки почти чёрные. Переднее крыло прозрачное, за исключением желтоватого пятна сзади и немного дистальнее жилкования. Длина переднего крыла 3900 мкм (ширина 845 мкм, длина/ширина 4,62), длина заднего крыла 2400 мкм (ширина 50 мкм).

## Биология
Особенности биологии неизвестны, но из-за своего размера Megamymar waorani, вероятно, это одиночный паразитоид в крупных яйцах насекомых. Авторы описания предполагают, что хозяин, скорее всего, является одним из видов прямокрылых. Во-первых, несмотря на то, что M. waorani является третьим по длине видом мимарид, известным во всем мире, после экземпляров вида Neotriadomerus из Австралии и экземпляров одного вида Australomymar из Новой Зеландии, его, по-видимому, никогда не собирали на уровне земли, несмотря на использование ловушек Малеза или надпочвенных ловушек (жёлтых чашек) в экваториальных дождевых лесах Неотропического региона. Во-вторых, яйцо хозяина должно быть не менее 4,8 мм в длину, а яйца такого размера чаще всего встречаются у видов прямокрылых. В-третьих, хотя хозяева каких-либо видов Mymaridae с длиной тела более 3,0 мм неизвестны, один относительно небольшой (~1,3 мм) вид Australomymar был выведен из кузнечи ков (Tettigoniidae, Orthoptera) и один крупный (2,5 мм) вид Acmopolynema получен из стеблевого сверчка Oecanthus (Orthoptera: Gryllidae).

## Систематика
Вид был впервые описан в 2022 году канадским энтомологом Джоном Хубером (John T. Huber, Natural Resources Canada, c/o AAFC, Оттава, Канада).
Megamymar включён в трибу Mymarini в объёме, принятом Annecke and Doutt (1961) из-за комбинации 6-членикового жгутика, 4-члениковых лапок и отчетливо стеблевидного брюшка. Среди родов Mymarini надглазничная трабекула, простирающаяся назад только до уровня срединного глазка, форма переднего крыла, короткие бахромчатые щетинки и жилкование с относительно длинной парастигмой указывают на то, что Megamymar наиболее близок к Erdosiella Soyka и Tanyostethium Yoshimoto в Новом Свете и, возможно, Narayanella Subba Rao в Старом Свете. Megamymar чётко отделен от этих трёх родов петиолем, намного более коротким, чем брюшко, и антеродорсальным продолжением основания брюшка над вершиной проподеума; ни один из их видов не имеет такого сочетания признаков. Вместо этого у этих родов супраорбитальная трабекула простирается примерно до уровня латеральных глазков, петиоль обычно такой же длины или длиннее, чем брюшко, и gt1 не выступает вперед над проподеумом, хотя иногда основание gt1 может слегка наклоняться вперед перед равномерно и плавно отступая кзади от переднего края gt2.
Megamymar внешне напоминает несколько крупнейших видов Australomymar Girault и экстралимитные роды Borneomymar Huber, Neotriadomerus Huber и Paranaphoidea Girault. По крайней мере, некоторые виды из всех этих родов, ни один из которых не имеет морфологически близкого родства с Megamymar, имеют длинный яйцеклад, часто сильно выступающий назад (Australomymar, Borneomymar, Polynemoidea Girault) или вперёд (Neotriadomerus). В Неотропическом регионе Australomymar на первый взгляд кажется наиболее похожим родом, но тело самого крупного вида имеет длину не более ~ 3,0 мм, а основание брюшка самки не заходит вперед в спинной рог (брюшной мешок). У других родов Mymaridae яйцеклад может выступать вперед, но всегда вентральнее мезосомы.

## Этимология
Видовое название M. waorani было дано в честь коренного народа Ваорани (Waorani) в Эквадоре, в заповеднике которого была собрана типовая серия. Родовое название Megamymar происходит от сочетания слов megas, что означает большой, и Mymar, название типового рода Mymaridae. Mega относится к большому телу единственного известного вида рода, которое более чем на 1 мм длиннее, чем следующий по длине неотропический вид, Erdosiella mira (Annecke & Doutt), длина тела которого составляет 3,7 мм.